# Eugenio Aleman
Eugenio Aleman fue un carpintero español.
En las oficinas de la obra y fábrica de la catedral de Toledo trabajó, en 1780, un armario de nogal, en colaboración con Eugenio Durango. Asimismo, hizo, a principios de siglo, toda la gradería del monumento de Semana Santa para la misma catedral.